# UB-612
 (mars 2024).
UB-612 est un candidat vaccin contre la COVID-19 développé par United Biomedical Asia (zh) et Vaxxinity, Inc. Il s'agit d'un vaccin peptidique,.
Il est composé de plusieurs protéine du SARS-CoV-2 à la différence des autres vaccins comportant uniquement la protéine spike. Grâce à la reconnaissance des protéines de structure Spike (S1-RBD et S2) et non-Spike (N et M), l'UB-612 fournit une immunité mémoire aux lymphocytes B et T et offre ainsi une protection contre différents variants,. Vaxxinity a demandé l'approbation réglementaire pour l'UB-612 pour une utilisation comme vaccin de rappel au Royaume-Uni et en Australie en 2022,.

## Technologie
UB-612 est un vaccin peptidique incorporant plusieurs épitopes, notamment le domaine de liaison au récepteur de la protéine Spike ainsi que d'autres protéines structurelles du virus,. Le peptide de la protéine de pointe est fusionné à un domaine Fc d'IgG1 à chaîne unique, et les six autres peptides sont dérivés de séquences hautement conservées des protéines de pointe, de la nucléocapside et de la membrane du SRAS-CoV-1 et du SRAS-CoV-2. Il contient également un peptide exclusif UBITh1 dérivé de la protéine de fusion du virus de la rougeole, des oligonucléotides CpG et un adjuvant phosphate d'aluminium pour améliorer la réponse immunitaire. Il est produit dans des cellules CHO.

## Essais cliniques
En septembre 2020, les essais cliniques de phase I de l'UB-612 ont débuté à Taïwan; et en janvier 2021, les essais cliniques de phase II. En février 2021, les essais cliniques de phase II/III ont débuté. Les résultats des essais cliniques montrant des données positives sur l’innocuité et l’efficacité ont été publiés en mai 2022, en mai-juin 2023,, et en janvier 2024.
En mars 2022, Vaxxinity a lancé un essai clinique international de phase III sur l'UB-612 en tant que vaccin de rappel hétérologue contre trois plates-formes approuvées : l'ARNm, le vecteur adénoviral et le virus inactivé.